# پروسنیک (استان بورگاس)
پروسنیک (به بلغاری: Prosenik) یک منطقهٔ مسکونی در بلغارستان است که در Ruen واقع شده‌است.